# Hanami
Hanami (japanski: 花見, promatranje cvijeća) je japanska tradicija uživanja u ljepoti cvijeća, uglavnom cvjetova trešnje ili, rjeđe, cvjetova šljive (梅見).
Cvjetovi trešnje cvjetaju diljem Japana od kraja ožujka do početka svibnja, a početkom veljače na otočju Okinawa.
U Japanu ovaj običaj podrazumijeva druženje unutar kruga obitelji ili prijatelja ispod trešnjinog stabla. Promatranje cvjetanja šljive popularnije je među starijim stanovnicima jer je mirnije od promatranja cvjetanja trešnje koje je popularno među mladima i puno je bučnije.